# Schichtung (Ozeanographie)
Die Schichtung oder Stratifikation der Ozeane beschreibt die vertikale Gliederung des Meerwassers in unterschiedliche Zonen, die sich in Temperatur, Salzgehalt und Dichte unterscheiden. Diese Schichtung entsteht durch das Zusammenspiel von Sonneneinstrahlung, Verdunstung, Niederschlägen und ozeanischen Strömungen. Sie ist ein zentraler Faktor für das marine Ökosystem, die globale Ozeanzirkulation und den Wärmeaustausch zwischen Ozean und Atmosphäre.

## Die vertikalen Schichten des Ozeans
Der Ozean lässt sich nicht nur horizontal in verschiedene Klimazonen unterteilen, sondern auch vertikal in mehrere charakteristische Schichten, die sich durch ihre physikalischen, chemischen und biologischen Eigenschaften unterscheiden. Diese Schichtung folgt im Wesentlichen der Dichteverteilung des Wassers und wird durch Temperatur- und Salzgehaltsgradienten geprägt.
Ganz oben liegt die Oberflächenschicht (Epipelagial, auch obere Mischschicht oder Deckschicht genannt), die etwa die ersten 100 bis 200 Meter umfasst. Diese Zone wird durch Wind und Wellen ständig durchmischt, wodurch Temperatur und Salzgehalt relativ homogen sind. Hier findet der Großteil der marinen Primärproduktion statt, da ausreichend Sonnenlicht für Photosynthese vorhanden ist.
Darunter folgt zwischen etwa 200 und 1000 Metern Tiefe die Thermokline, eine Übergangszone, in der die Temperatur mit zunehmender Tiefe rasch abnimmt, pro zehn Meter kann das einen Temperaturabfall von bis zu einem Grad Celsius bedeuten. Die Schicht wirkt wie eine Barriere, die den Austausch zwischen Oberflächen- und Tiefenwasser begrenzt. In tropischen Regionen ist die Thermokline besonders ausgeprägt und stabil, während sie in gemäßigten Breiten jahreszeitlichen Schwankungen unterliegt – im Winter kann sie sogar ganz verschwinden, wenn die Oberflächenabkühlung zu einer vollständigen Durchmischung führt. Parallel dazu gibt es eine Halokline, in der der Salzgehalt sprunghaft ansteigen kann, und eine Pyknokline, die eine deutliche Zunahme der Wasserdichte beschreibt.
Unterhalb von etwa 1000 Metern beginnt die Tiefenschicht (Abyssopelagial und Hadopelagial), die den größten Teil des Ozeanvolumens ausmacht. Hier sind die Temperaturen konstant niedrig (meist zwischen 0 °C und 4 °C), und die Wassermassen bewegen sich nur langsam in den globalen Tiefenströmungen der thermohalinen Zirkulation. Der Salzgehalt ist in dieser Schicht relativ einheitlich, da keine direkte Verdunstung oder Süßwasserzufuhr mehr wirkt.
In einigen Regionen, insbesondere in den Tropen und Subtropen, bildet sich zusätzlich am Übergang zwischen den Hauptschichten eine Halokline aus – eine Schicht, in der der Salzgehalt stark mit der Tiefe variiert. Dies ist häufig in Meeresgebieten mit hoher Verdunstung oder in der Nähe von Flussmündungen der Fall, wo Süßwasser auf salzhaltiges Meerwasser trifft.
Die tiefsten Bereiche der Ozeane, unterhalb von 4000 Metern, werden als Bodenwasser bezeichnet. Diese Wassermassen entstehen vor allem in den Polargebieten, wo kaltes, salzreiches Wasser absinkt und sich langsam in den Becken der Tiefsee ausbreitet.

## Entstehung und physikalische Grundlagen
Die oberste Wasserschicht wird durch Sonnenenergie erwärmt und durch Wind und Wellen durchmischt. Da warmes Wasser eine geringere Dichte hat, bleibt es an der Oberfläche, während kälteres, dichteres Wasser in die Tiefe sinkt. Dieser Temperaturgradient führt zur Ausbildung einer Thermokline, einer Übergangszone, in der die Temperatur mit zunehmender Tiefe stark abnimmt. Ähnlich wirkt der Salzgehalt: In Regionen mit hoher Verdunstung wie den Subtropen wird das Oberflächenwasser salzreicher und damit dichter, während in polaren Gebieten oder nach starken Niederschlägen eine Halokline entstehen kann – eine Schicht mit starkem Salzgehaltsgefälle. Die Kombination aus Temperatur- und Salzgehaltsunterschieden bestimmt schließlich die Pyknokline, die Grenzschicht zwischen leichterem Oberflächen- und schwererem Tiefenwasser.
Die ozeanische Schichtung basiert fundamental auf den Prinzipien der Dichteverteilung im Meerwasser, die durch die Zustandsgleichung des Meerwassers beschrieben wird. Entscheidende Einflussfaktoren sind dabei die einfallende Sonnenstrahlung, die vor allem die oberen Wasserschichten erwärmt, sowie Verdunstungsprozesse, die den Salzgehalt erhöhen. Regional spielen auch Süßwassereinträge aus Flüssen oder schmelzenden Gletschern eine wichtige Rolle. Die daraus resultierende Dichteverteilung folgt der sogenannten UNESCO-Formel (1981): Die Dichte des Meerwassers (ρ) wird durch Temperatur (T), Salzgehalt (S) und Druck (p) bestimmt:
{\displaystyle \rho ={\frac {\rho (S,T,0)}{1-{\frac {p}{K(S,T,p)}}}}}
wobei ρ(S,T,0) die Dichte bei Atmosphärendruck und K(S,T,p) die Kompressibilität darstellt. Temperaturänderungen haben dabei größeren Einfluss auf die Dichte als Salzgehaltsvariationen. Typische Dichteschichtungen zeigen:
- Oberflächenmixed-Layer (0–200 m): Durch Wind und Konvektion gut durchmischt
- Pyknokline (200–1000 m): Zone stärkster Dichteänderung
- Tiefenschicht (>1000 m): Homogene kalte Wassermassen

Die Brunt-Väisälä-Frequenz (N) quantifiziert die Stratifikationsstärke:
{\displaystyle N^{2}=-{\frac {g}{\rho _{0}}}{\frac {\partial \rho }{\partial z}}}
mit typischen Werten von 10−4 bis 10−2 s−1. Höhere N-Werte zeigen stabilere Schichtung an.

## Schichtung unter meeresbiologischen Aspekten
Die pelagische Zone (von griech. pelagios: „zum offenen Meer gehörig“) umfasst die gesamte Freiwasserregion der Ozeane, unabhängig von der Wassertiefe oder dem Meeresboden. Sie gliedert sich vertikal in mehrere Schichten, die durch Lichtverfügbarkeit und ökologische Bedingungen definiert werden:
1. Das Epipelagial (0–200 m) ist eine durchlichtete Zone mit maximaler Primärproduktion durch Phytoplankton. Es enthält 90 % der marinen Arten, darunter Fische, Quallen und die meisten Meeressäuger. Die Photosynthese ist hier möglich, da ausreichend Sonnenlicht eindringt.
2. Im Mesopelagial (200–1.000 m), auch „Twilight-Zone“ genannt, reicht das Licht nur noch für Biolumineszenz. Charakteristisch sind vertikale Wanderer wie Laternenfische, die nachts zur Nahrungssuche aufsteigen. Der Druck steigt auf bis zu 100 bar.
3. Im Bathypelagial (1.000–4.000 m), dieser Kältezone (4 °C), herrscht völlige Dunkelheit. Bewohner wie Tiefsee-Anglerfische zeigen extreme Anpassungen: reduzierte Stoffwechselraten, riesige Mäuler und biolumineszente Lockorgane.
4. Im Abyssopelagial (4.000–6.000 m) überleben nur spezialisierte Arten wie Scheibenbäuche oder Tiefsee-Oktopusse bei Drücken bis 600 bar. Die Nahrungskette basiert auf Meeresschnee – herabsinkenden organischen Partikeln.
5. Das Hadopelagial (>6.000 m) ist die selten erforschte Zone der Tiefseegräben. Extremophile Bakterien und wenige Wirbellose (z. B. Scherenasseln) nutzen chemische Energie aus hydrothermalen Quellen.

Die pelagische Zone der Ozeane enthält das größte Ökosystem der Erde (71 % der Erdoberfläche). Es bindet 30 % des anthropogenen CO₂ durch die biologische Pumpe und ist sehr sensibel für Klimawandel: die Erwärmung reduziert die vertikale Durchmischung und die Sauerstoffversorgung.

## Auswirkungen von Veränderungen der Schichtung auf marine Ökosysteme und das Klima

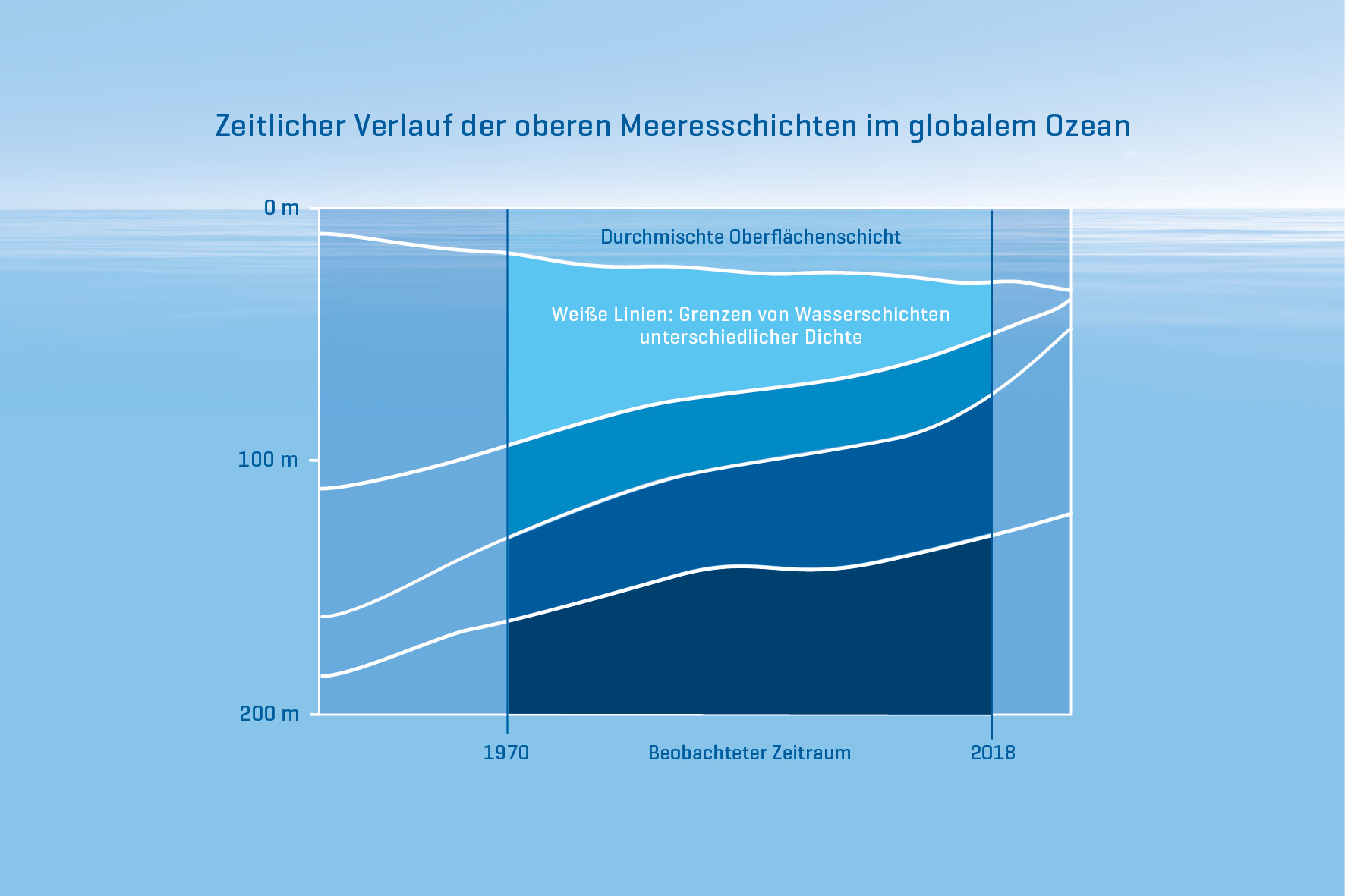
Der Dichteunterschied zwischen der obersten und der nächsttieferen Schicht des Ozeans hat in den vergangenen 50 Jahren deutlicher zugenommen als bisher angenommen. Die stark durchmischte Oberflächenschicht reicht 2018 weiter in die Tiefe als noch 1970. Grafik: Christoph Kersten/GEOMAR

Die Schichtung des Ozeans beeinflusst maßgeblich die Verteilung von Nährstoffen und Sauerstoff. In stabil geschichteten Gewässern wie den tropischen Ozeanen gelangen nur wenige Nährstoffe aus der Tiefe an die Oberfläche, was das Planktonwachstum begrenzt. In gemäßigten Breiten hingegen führt die winterliche Abkühlung zur Durchmischung der Wassersäule, wodurch Nährstoffe an die Oberfläche gelangen und produktive Ökosysteme entstehen. Gleichzeitig können sich in Regionen mit starker Schichtung Sauerstoffminimumzonen bilden, in denen der Sauerstoffgehalt so stark absinkt, dass höheres marines Leben kaum überleben kann.
Die zunehmende Schichtung verändert marine Ökosysteme grundlegend:
- Phytoplankton: In subtropischen Wirbeln nimmt die Primärproduktion von Phytoplankton ab,[10] während Arten in kälteren Regionen tiefer wandern[11]
- Sauerstoffminimumzonen: Die Ausdehnung hypoxischer Bereiche beeinträchtigt marine Lebensgemeinschaften[12]
- Mikrobieller Kreislauf: Die "mikrobielle Kohlenstoffpumpe" gewinnt an Bedeutung für den Kohlenstoffexport in die Tiefsee.[13]

Klimatisch spielt die ozeanische Stratifikation eine entscheidende Rolle, da sie die Wärmespeicherung der Meere und die globale thermohaline Zirkulation beeinflusst. Eine stärkere Schichtung durch die Erwärmung des Oberflächenwassers kann diese Zirkulation verlangsamen, was wiederum Auswirkungen auf Klimaphänomene wie die Atlantische Meridionale Umwälzzirkulation oder El Niño haben könnte.
Seit 1960 nahm die ozeanische Stratifikation um 0,7–1,2 % pro Jahrzehnt zu, wobei die südlichen Ozeane die stärksten Veränderungen zeigen. Laut Li et al. (2020) ist dies primär auf die Erwärmung der Oberflächenschichten zurückzuführen, während Salzgehaltsänderungen nur lokal relevant sind.
Diese Entwicklung hat folgende Konsequenzen:
1. Eine reduzierte vertikale Durchmischung: Der Nährstofftransport aus der Tiefe wird erschwert, was oligotrophe Bedingungen verstärkt.
2. Eine Sauerstoffabnahme: Zwischen 1970 und 1990 trug die Stratifikation zu 85 % der Desoxygenierung bei[16]
3. Klimarückkopplungen: Eine verstärkte Wärmespeicherung in Oberflächenschichten beeinflusst El-Niño-Ereignisse und globale Strömungssysteme.

## Folgen der Globalen Erwärmung
Die durch anthropogene Erwärmung verstärkte ozeanische Stratifikation zeigt komplexe Wechselwirkungen mit dem Klimasystem:

### Verstärkung der Schichtung
Zwischen 1960 und 2018 stieg die Stratifikation um 0,7–1,2 % pro Jahrzehnt an, wobei 90 % dieses Anstiegs auf die stärkere Erwärmung der Oberflächenschichten (0–200 m) gegenüber der Tiefsee zurückgehen. Im Südlichen Ozean führten Temperaturanstiege über 2 °C seit 1950 zu besonders starken Schichtungsänderungen. In den Subtropen ist eine Salzgehaltserhöhung durch erhöhte Verdunstung zu beobachten; sie verstärkt die Pyknokline lokal um bis zu 15 %. In der Arktis reduziert der zunehmende Süßwassereintrag aus schmelzendem Eis die Oberflächendichte, was die vertikale Stabilität um 20–30 % erhöht.

### Auswirkungen auf Ökosysteme
Die reduzierte vertikale Durchmischung verringerte die Primärproduktion in 70 % der oligotrophen Regionen (z. B. im subtropischen Pazifik) um 1–2 % pro Jahrzehnt. Gleichzeitig expandierten hypoxische Zonen (<2 mg/l O₂) durch verminderten Sauerstoffaustausch. „Dead Zones“ haben sich seit 1950 vervierfacht, besonders ausgeprägt im tropischen Pazifik.
Ein paradoxer Effekt führt in einigen Auftriebsgebieten (z. B. vor Peru) die stärkere Thermokline zu intensiverer Fokussierung des Nährstofftransports, was lokale Produktivitätssteigerungen um 5–10 % bewirken kann.

### Klimatische Rückkopplungen
Modellstudien zeigen, dass jede 10 %ige Zunahme der Stratifikation die ozeanische CO₂-Aufnahme um 3–5 % reduziert. Dies beschleunigt die atmosphärische CO₂-Anreicherung in einem positiven Rückkopplungsmechanismus. Die Zunahme von extremen Wetterereignissen kann zu einer verstärkten Schichtung führen und kann die Wärmemenge in den oberen Wasserschichten erhöhen, was wiederum die Intensität tropischer Wirbelstürme verstärken könnte.

### Zirkulationsänderungen
Projektionen deuten auf eine 15–30 %ige Abschwächung der atlantischen Umwälzströmung (AMOC) bis 2100 hin, wobei stratifikationsbedingte Barrieren im äquatorialen Pazifik zusätzlich El-Niño-Ereignisse intensivieren könnten.

### Zeitliche Dynamik
- Im Hinblick auf die Stratifikation in den Meeren lässt sich eine saisonale Verstärkung erkennen: Sommerliche Stratifikation nimmt dreimal schneller zu als winterliche.[26]
- Langfristige Trends: Bis 2100 wird bei RCP 8.5 eine 25–50 %ige Zunahme der Schichtungsintensität prognostiziert[27].
- Kritische Schwellenwerte: Ab N² > 5×10⁻⁴ s⁻² kommt es zu irreversiblen Änderungen der Konvektionsmuster.[27]

## Forschungsentwicklungen
Aktuelle Studien nutzen GODAS-Daten der NOAA, um stratifikationsbedingte Veränderungen zu modellieren. Besondere Aufmerksamkeit gilt:
- Wechselwirkungen mit tropischen Wirbelstürmen[25]
- Einfluss auf upwelling-Systeme[22]
- Langfristige Auswirkungen auf die biologische Kohlenstoffpumpe